# Condado de Crawford (Michigan)
O Condado de Crawford é um dos 88 condados do estado americano de Michigan. A sede do condado é Grayling, e sua maior cidade é Grayling.
O condado possui uma área de 1 459 km² (dos quais 14 km² estão cobertos por água), uma população de 14,273 habitantes, e uma densidade populacional de 44 hab/km² (segundo o censo nacional de 2000). O condado foi fundado em 1826.